# Côtes du Forez

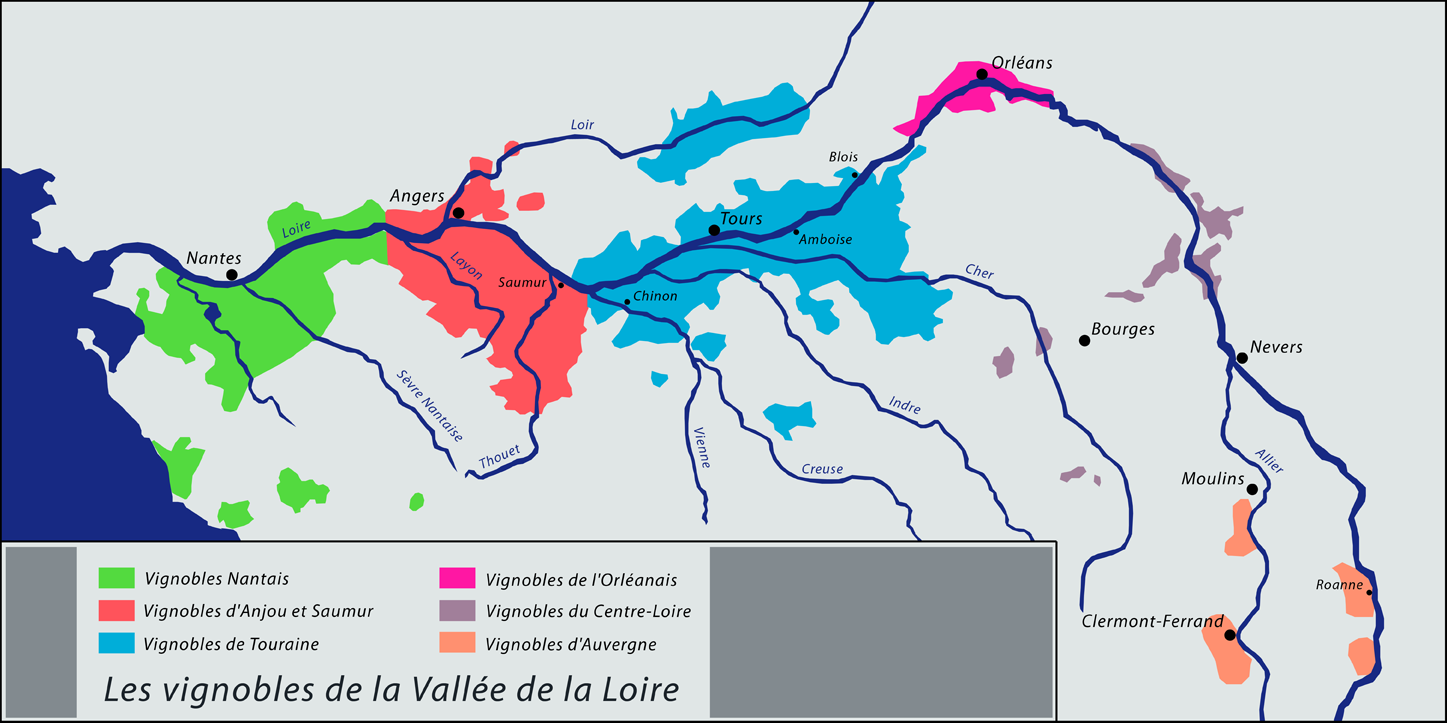
Die Weinbauregion Loire. Das Weinbaugebiet Côtes du Forez befindet sich rechts unten auf der Karte.

Das Weinbaugebiet Côtes du Forez liegt in der Nähe der Gemeinden Boën und Montbrison, ca. 40 km nordöstlich von Saint-Étienne am oberen Lauf der Loire in Zentralfrankreich. Das Weinbaugebiet gehört zur großen Weinbauregion Loire.
Erste Erwähnung fand ein Weinberg des Gebiets im Jahr 980 in den Schriften des Klosters von Savigny. Weitere Rebflächen werden im 11. Jahrhundert erwähnt. Die Weine wurden damals für die zur Abtei Cluny gehörenden Pfarreien sowie den Grafen der Grafschaft Forez ausgebaut. Ohne je zu großer Berühmtheit zu kommen, entwickelte sich der Weinbau bis zur Reblaus-Katastrophe gut; im Jahr 1885 waren 5.043 Hektar Rebfläche bekannt.
Erst 1932 einigten sich einige verbliebene Winzer auf ein Qualitätsprogramm zur Sicherung des Weinanbaus. Côtes du Forez wurde am 23. Januar 1956 als VDQS und am 23. Februar 2000 schließlich als Appellation d’Origine Contrôlée (kurz AOC) eingestuft.
Die Weinberge umfassen zurzeit 168 von insgesamt 1700 zugelassenen Hektar Rebfläche in 17 Gemeinden (Stand 2008,). Die Flächen befinden sich auf einer Höhe von 390–560 m ü. NN in den Ausläufern des Massif Central. Sie belegen im Wesentlichen die Flanken der erloschenen Vulkane Montaubourg und Pics de Marcille-le-Châtel.
Die trockenen Rot- und Roséweine werden sortenrein aus der Rebsorte Gamay gekeltert. Die Erntebeschränkung liegt bei 55 Hektoliter/Hektar. Der Mindestalkoholgehalt liegt bei niedrigen 9 Volumenprozent und darf im Falle einer Chaptalisation 12,5 % nicht überschreiten.
Die Weine sollten jung getrunken werden. Die optimale Trinktemperatur der Roséweine liegt bei 10 °C während sie bei den Rotweinen bei 15–16 °C liegen sollte.

## Zugelassene Gemeinden
Arthun, Boën-sur-Lignon, Bussy-Albieux, Champdieu, Écotay-l’Olme, Leigneux, Lézigneux, Marcilly-le-Châtel, Marcoux, Montbrison, Pralong, Saint-Germain-Laval, Saint-Georges-Haute-Ville, Saint-Sixte, Saint-Thomas-la-Garde, Sainte-Agathe-la-Bouteresse und Trelins.